# Маэямада, Кэнъити
Кэнъити Маэямада (яп. 前山田 健一 Maeyamada Ken'ichi, род. 4 июля 1980) — японский композитор, музыкант, поэт-песенник. Продюсирует группу Shiritsu Ebisu Chugaku, а также под псевдонимом Хядайн (яп. ヒャダイン) активен как певец.
Кэнъити Маэямада написал песни для ряда аниме-сериалов и большого количества японских музыкальных исполнителей. Кроме этого, под псевдонимом Хядайн он создал ряд ремиксов на песни из аниме и видеоигр, выкладывая их на YouTube и Nico Nico Douga, где они в сумме собрали более 20 миллионов просмотров.

## Биография
Маэямада начал играть на фортепиано, когда ему было 4 года, а в средней школе (в Японии оканчивают среднюю школу в 15 лет) впервые написал песню на синтезаторе.
По окончании Киотского университета работал учеником у поэта-песенника Горо Мацуи.
Первый прорыв пришёл к Маэямаде в 2007 году, когда написал стихи к песне «Don't Go Baby», использованной в аниме-сериале Initial D: Fourth Stage.
В декабре 2007 года, взяв для анонимности псевдоним Хядайн, выложил на Nico Nico Douga ремикс на тему Крэшмана из Mega Man 2, дописав к песне ещё и дополнительные стихи. Сначала его ремиксы критиковали за слишком вольное обращение с оригиналами, но постепенно видео стали популярными, причём особенно выделялись два: «Four Fiends of the Elements» из Final Fantasy IV и «Western Show» из Super Mario World. В мае 2010 года Маэямада раскрыл публике, что это Хядайн — это он.

## Музыкальный стиль
Среди оказавших влияние на него как на композитора Маэямада называет Ясухару Кониси из Pizzicato Five, а также Сёитиро Хирату и Юсукэ Итагаки, а конкретно на его музыку к видеоиграм — Нобуо Уэмацу (Final Fantasy), Коити Сугияму (Dragon Quest) и Кэндзи Ито (Romancing SaGa). В плане текстов, его работы имеют репутацию или чего-то смешного, или с ностальгическими нотками. Для своих сольных песен под псевдонимом Хядайн он сам исполняет все голоса, и женские, и мужские, используя для этого цифровую обработку. В его сольных видеоклипах, в частности в «Hyadain no Kakakata Kataomoi-C» и «Hyadain no Joujou Yuujou», появляются два персонажа — Хядайн (мужской) и Хядаруко (женский); от их имени он также постит в своём блоге.

## Сольная дискография (под псевдонимом Хядайн)
См. также статью «Hyadain discography» в англ. разделе.

### Синглы
| № | Дата выхода                                                                                     | Название    | Чарты      | Примеч. | Альбом   |
| № | Дата выхода                                                                                     | Название    | JPN Oricon | Примеч. | Альбом   |
| - | ----------------------------------------------------------------------------------------------- | ----------- | ---------- | ------- | -------- |
| 1 | «Hyadain no Kakakata Kataomoi-C» (яп. ヒャダインのカカカタ☆カタオモイ-C)                        | 27 апр 2011 | 12         | видео   | 20112012 |
| 2 | «Hyadain no Joujou Yuujou» (яп. ヒャダインのじょーじょーゆーじょー)                             | 3 авг 2011  | 18         | видео   | 20112012 |
| — | «Nyanpire Taisou» (яп. にゃんぱいあ体操) (Няцуко Асо & Нядайн)                                  | 11 авг 2011 | 163        | видео   | 20112012 |
| 3 | «Christmas? Nani Sore? Oishii no?» (яп. クリスマス?なにそれ?美味しいの?)                        | 23 ноя 2011 | 49         | видео   | 20112012 |
| 4 | «Start It Right Away» (яп. Start it right away)                                                 | 9 мая 2012  | 27         | видео   | 20112012 |
| 5 | «Samba de Toriko!!!» (яп. サンバ de トリコ!!!)                                                  | 8 авг 2012  | 101        | видео   | 20112012 |
| 6 | «23:40» (яп. 23時40分) (feat. Base Ball Bear)                                                   | 30 янв 2013 | 79         | видео   |          |
| — | «Shift to Jikyuu to, Tsuide ni Ai o Torimodose!!» (яп. シフトと時給と、ついでに愛をとりもどせ!) | 22 мая 2013 | 67         | видео   |          |
| 7 | «Warai no Kamisama ga Oritekita» (яп. 笑いの神様が降りてきた!)                                  | 29 мая 2013 | 6          | видео   |          |
| 8 | «Hanpan Spirit» (яп. 半パン魂)                                                                  | 12 фев 2014 | 77         | видео   |          |

### Альбомы

#### Студийные альбомы
| № | Дата выхода | Название    | Чарты      |
| № | Дата выхода | Название    | JPN Oricon |
| - | ----------- | ----------- | ---------- |
| 1 | 20112012    | 28 ноя 2012 | 24         |

#### Мини-альбомы
| № | Дата выхода                              | Название    | Чарты      |
| № | Дата выхода                              | Название    | JPN Oricon |
| - | ---------------------------------------- | ----------- | ---------- |
| 1 | Nichijou no Remix (яп. 日常のリミックス) | 10 авг 2011 | 124        |

## Выборочный список исполнителей, для которых Маэямада писал песни
См. также статью «Kenichi Maeyamada production discography» в англ. разделе.
Stardust Promotion
- Momoiro Clover Z
- Shiritsu Ebisu Chugaku
- Tacoyaki Rainbow

AKB48
- no3b

Hello! Project
- MilkyWay
- Кохару Кусуми

Johnny's
- Kis-My-Ft2
- Kanjani 8

Другое
- 9nine
- Нана Мидзуки

Корейские артисты
- Dong Bang Shin Ki
- FTISLAND